# Combattimento di galli

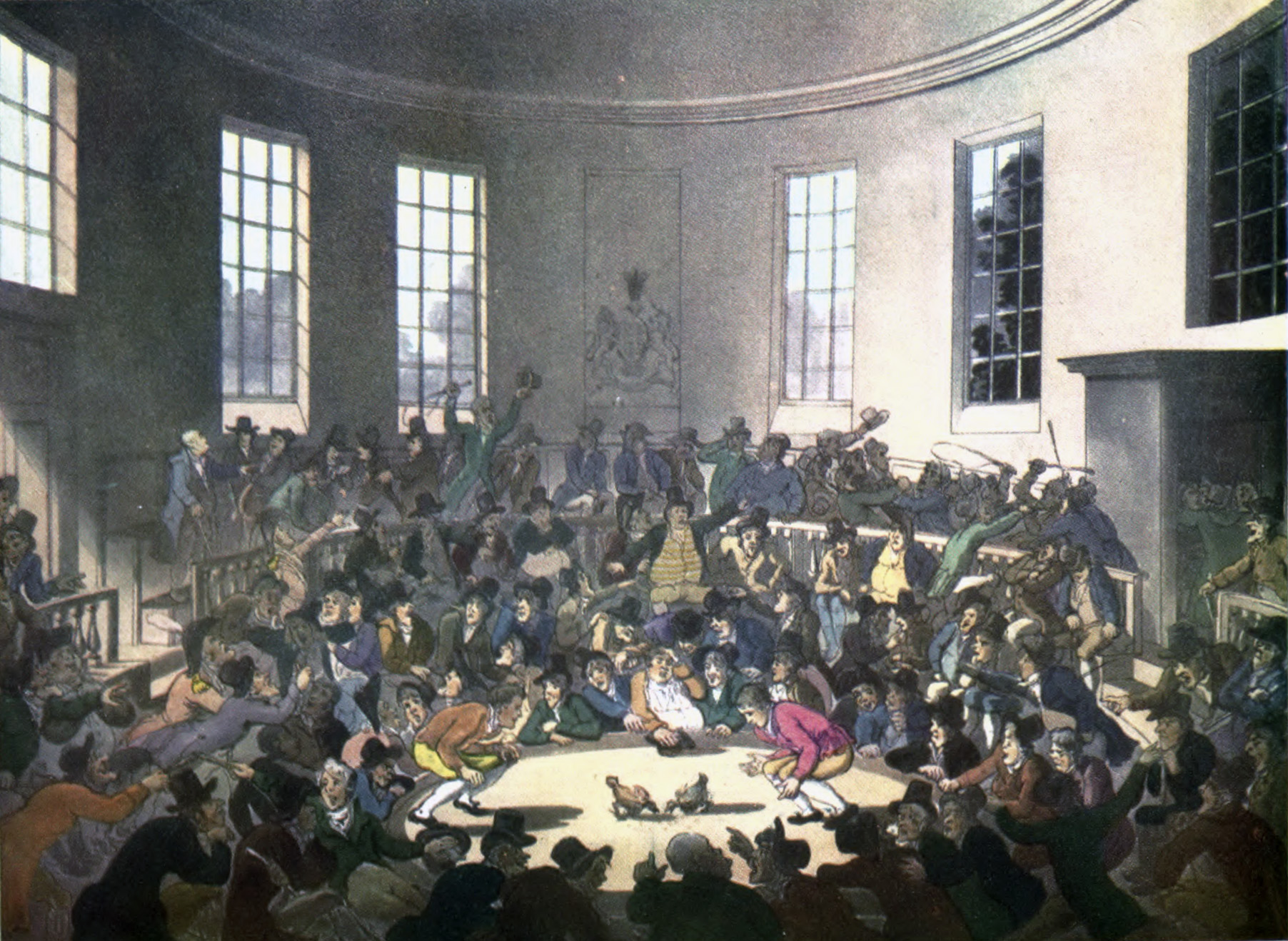
Un dipinto di inizio Ottocento sui combattimenti di galli a Londra

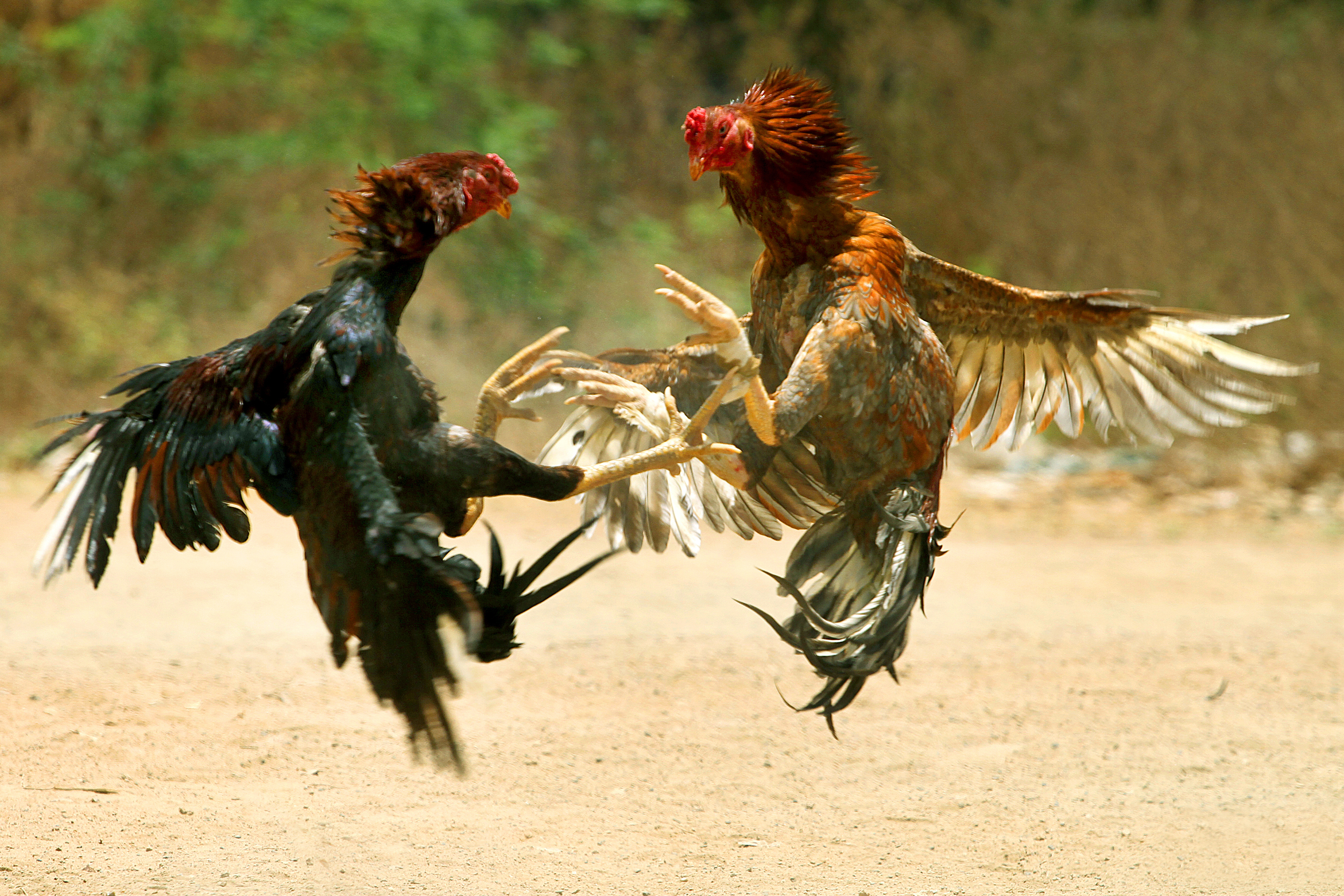
Combattimento tra galli in Tamil Nadu, India

Il combattimento di galli è una tradizionale attività ricreativa che mette di fronte due galli allevati a tale scopo. In alcuni paesi è ancora popolare ed appassiona soprattutto gli scommettitori, che investono i propri soldi su uno dei due galli. Il combattimento ha termine quando le ferite riportate sono tali da lasciare tramortito il gallo perdente, che spesso muore dissanguato.
Da alcuni questa attività viene considerata un gioco, e ne difendono la pratica adducendo motivi legati a tradizioni culturali o anche religiose. Gli animalisti e i difensori dei diritti degli animali invece sostengono che sia una crudele forma di sfruttamento e che debba essere bandita.
I metodi di allevamento dei galli combattenti comprendono l'asportazione di bargiglio e cresta, sia per la loro vulnerabilità nel combattimento sia per la tendenza di tali parti a ghiacciarsi nei climi freddi ed indebolire il gallo. La naturale aggressività di questi animali verso i propri simili viene accentuata sottoponendoli a dure condizioni di allenamento e di isolamento, nutrendoli con sostanze mirate che comprendono steroidi e vitamine.

## Combattimenti
I proprietari mettono i loro galli uno di fronte all'altro all'interno dello spazio riservato al combattimento, che se è recintato viene chiamato gallodromo. Intorno a tale spazio si dispongono gli scommettitori e gli appassionati in genere. Prima della lotta, gli animali vengono tenuti fermi e stimolati a beccare l'avversario. Vengono poi lasciati liberi ed ha inizio il combattimento, che termina quando uno dei due muore o cade senza rialzarsi.

## Storia

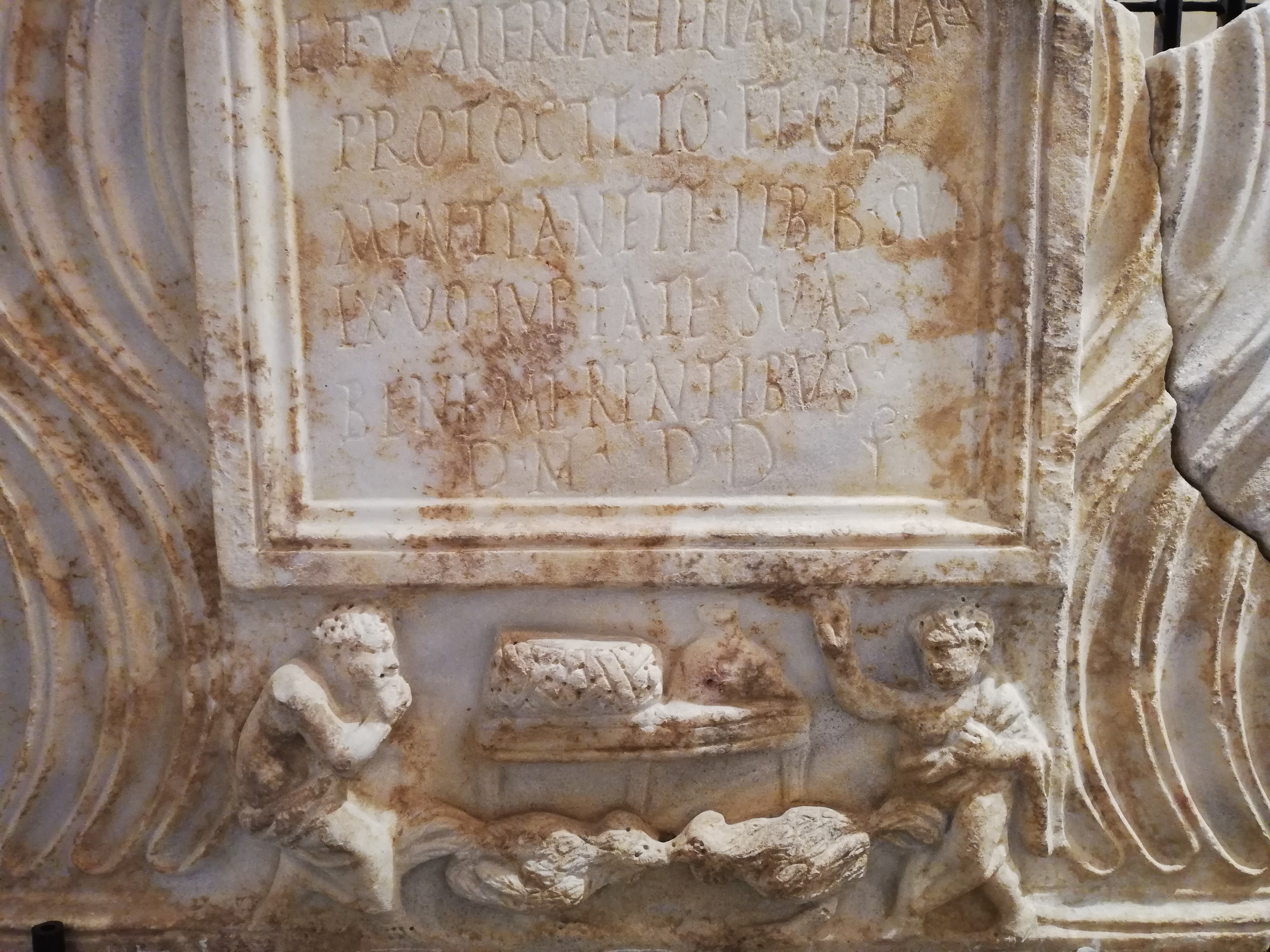
Scena di combattimento di galli affiancati dai loro padroni, Sarcofago romano del II sec. d.c.

Si suppone che il combattimento dei galli si svolgesse già nell'antica Persia nel 4000 a.C. e che fosse uno dei passatempi al tempo della civiltà della valle dell'Indo (3300 a.C.-1500 a.C.). Un'altra fonte sostiene che i galli si diffusero nella Valle dell'Indo più per i combattimenti che come alimento, e che intorno al 1000 a.C. assunsero anche un significato religioso. Un'immagine risalente al VI secolo a.C. di un gallo da combattimento fu ritrovata durante gli scavi archeologici di Mizpah in Beniamino, vicino a Gerusalemme.
Secondo la Encyclopædia Britannica, era popolare nell'antichità in India, Cina, Persia e altri Paesi asiatici; fu introdotto nell'Antica Grecia ai tempi di Temistocle (524 a.C.–460 a.C.). ed ebbe larga popolarità nella Roma Antica. In seguito si diffuse verso nord e tra il XVI ed il XIX secolo divenne uno degli spettacoli più di moda tra l'aristocrazia inglese. Ai tempi della Dinastia Tudor, il Palazzo di Westminster aveva un proprio "gallodromo di corte". I britannici esportarono i combattimenti nelle colonie americane, da dove si diffusero nell'intero continente. Alla metà del XIX secolo furono emanate le prime leggi che lo proibivano nel Regno Unito e negli Stati Uniti, dopo le quali rimase clandestinamente attivo per lungo tempo.

## Variazioni regionali

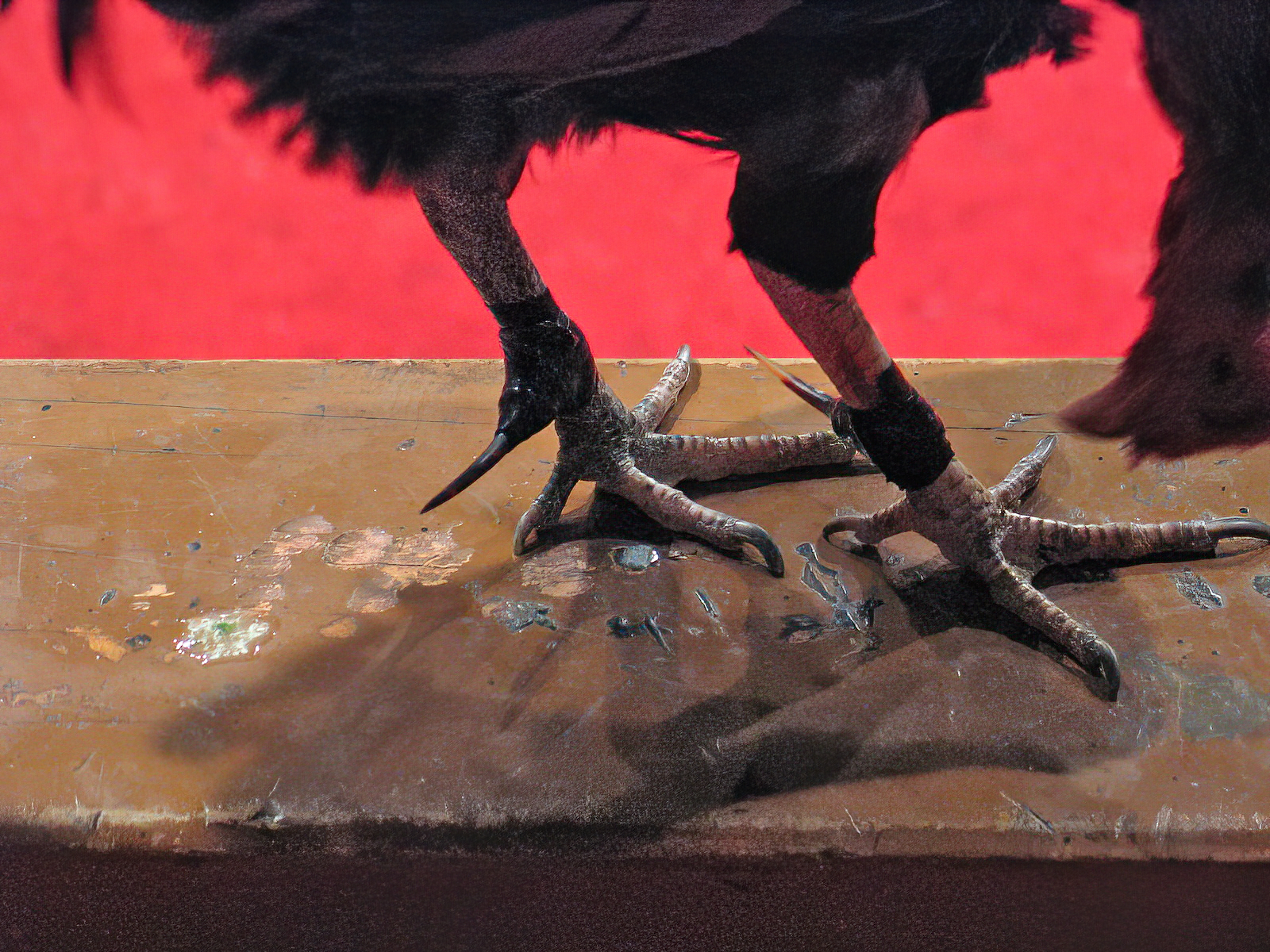
Speroni applicati alle zampe; Otavalo, Ecuador

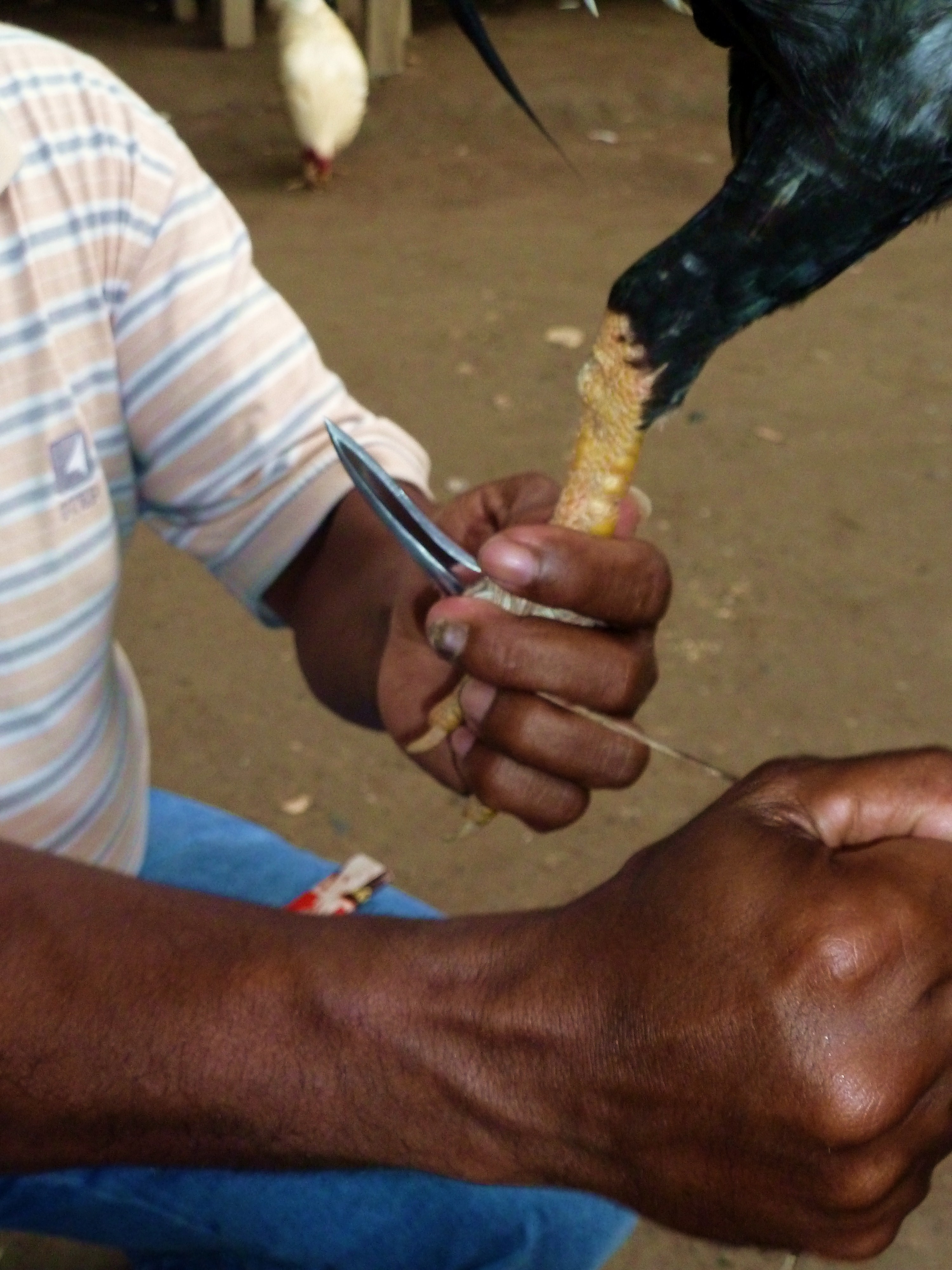
Uno sperone viene legato alla zampa di un gallo da combattimento; Timor Est

Vi sono diverse aree del mondo in cui il combattimento è tuttora praticato e molto seguito, anche in paesi dove la legge lo ha proibito. In molti paesi, la cruenza dello scontro viene accentuata legando alle zampe dell'animale un'arma, che di solito è uno sperone appuntito metallico o un coltello, di dimensioni variabili. Si sono verificati casi in cui il gallo ha ferito a morte il proprietario con uno sperone artificiale. Nei paesi in cui i galli non vengono dotati di armi, gli speroni vengono accuratamente appuntiti.
In Nicaragua, Venezuela, Colombia, Ecuador, Francia, Messico, Repubblica Dominicana, Filippine, Perù, Panama, Porto Rico, Spagna (ma solo in Andalusia e Canarie), Saipan e Guam vi sono gradinate attorno ai gallodromi.

### America Latina

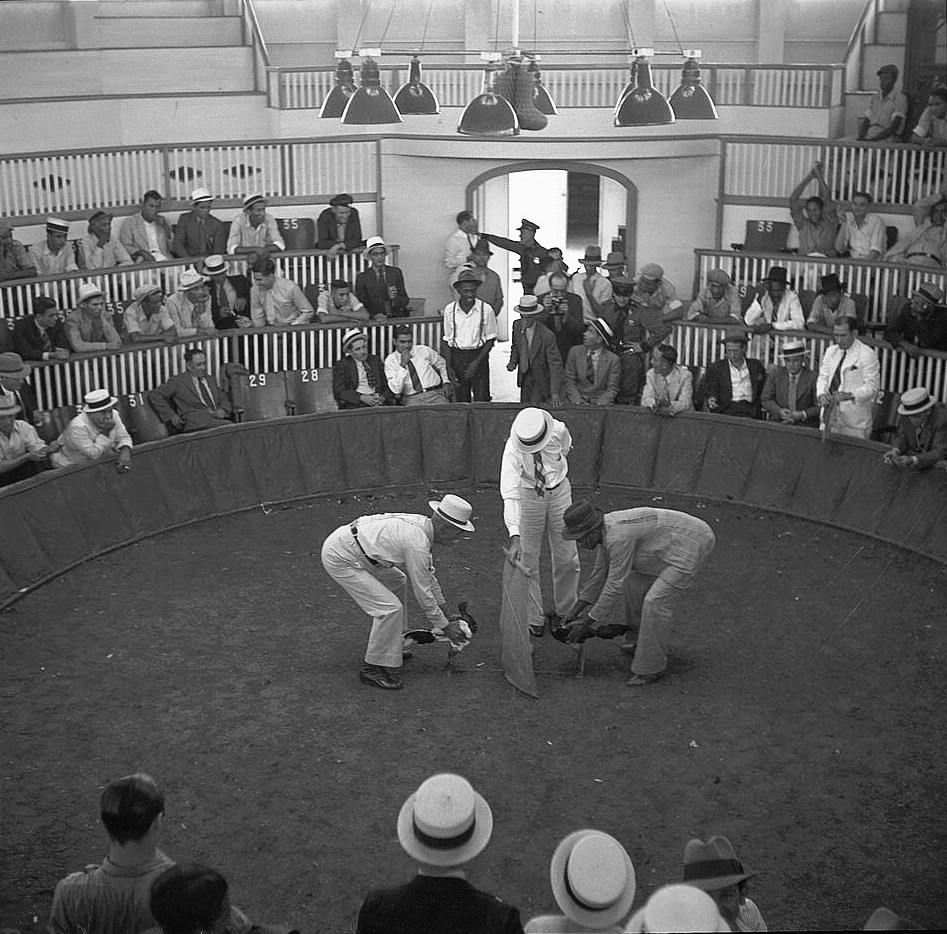
Gallodromo di Porto Rico nel 1937.

#### Cuba
A Cuba i combattimenti sono molto popolari e si tengono da novembre ad aprile, quando la temperatura mite consente ai galli prestazioni migliori. Vengono tagliati bargigli e creste e spesso vengono asportate le piume, soprattutto quelle del petto, del collo e delle cosce. Di solito viene limato uno degli speroni e ne viene applicato su ogni zampa uno non metallico di misure comprese tra i 22 e i 25 mm. Gli incontri vengono organizzati tra animali dello stesso peso con tolleranze fino a 30 grammi.
Gli incontri hanno il limite massimo di 30 minuti, ma più della metà termina nei primi 5 minuti. Il gallodromo si chiama valla ed è circondato da uno steccato attorno al quale si assiepano gli spettatori. Le scommesse sono proibite, chi viene scoperto viene espulso e diffidato dal presenziare ad eventi futuri.

#### Messico
In Messico i luoghi deputati al combattimento si chiamano palenques e sono diffusi in tutto il territorio nazionale. Un'occasione speciale è rappresentata dalla Feria Nacional de San Marcos, una festa cattolica durante la quale si alternano i combattimenti e concerti musicali, in cui gli artisti si esibiscono dall'interno dei palenques.

#### Perù
In Perù i combattimenti si svolgono usando il becco o gli speroni, e si tengono in speciali gallodromi aventi la superficie sabbiosa. Oltre a quelli delle varie categorie di peso, vi sono incontri senza limiti di peso. I gallodromi più famosi si trovano nella Regione di Lima. Particolarmente apprezzato dagli appassionati è il tipico gallo peruviano navajero.

### Asia

#### Sudest asiatico
I combattimenti di galli sono diffusi in tutto il sudest asiatico. Anche nel cattolico settentrione delle Filippine, sono stati vani gli sforzi dei locali sacerdoti per porre fine all'usanza, che rappresenta una forma popolare di culto della fertilità in tutto il sudest asiatico. Nella Thailandia del Nord, una cerimonia religiosa in onore degli spiriti degli antenati, comprende un combattimento di galli che ha un significato metafisico.

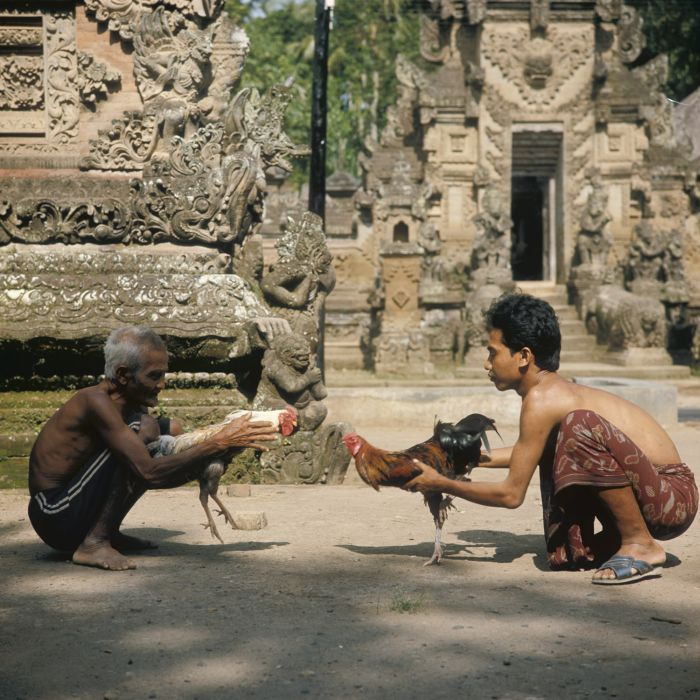
Tajen a Bali

#### Bali
Il combattimento dei galli, conosciuto a Bali con il nome tajen, è un'antica tradizione dell'Induismo balinese, come evidenziano le inscrizioni Batur Bang I (del 933) e Batuan (nell'anno 944 del calendario balinese) È tuttora praticato secondo un antico rituale religioso volto ad espellere gli spiriti del male. Diventa così una forma di sacrificio animale agli spiriti chiamato tabuh rah ("versamento di sangue"), che è presente in ogni cerimonia tradizionale balinese. I combattimenti senza motivo religioso sono considerati giochi d'azzardo in tutta l'Indonesia e furono dichiarati illegali dal governo nel 1981, mentre quelli a sfondo religioso sono tuttora permessi.

#### Giappone
In Giappone i combattimenti si svolgono senza l'ausilio di armi legate alle zampe e, malgrado siano ammessi dalla legge, i galli da combattimento sono stati inseriti tra le specie protette.

#### India meridionale

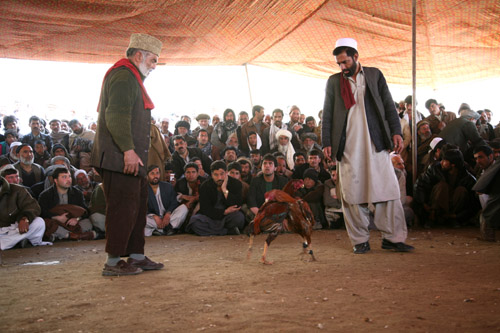
Combattimento a Kabul, Afghanistan

I combattimenti di galli sono chiamati Vetrukkaal seval porr (letteralmente: lotta a speroni nudi) in Tamil Nadu, Kodi Pandem in lingua telugu e Kori katta in lingua tulu e sono oggetto di scommesse. Sono molto diffusi soprattutto nelle regioni costiere di Andhra Pradesh, Dakshina Kannada, Karnataka e Tamil Nadu. In alcune zone si svolgono con lame che misurano dai 7 ai 10 cm fissate alle zampe ed in altre senza l'uso di alcuna arma.
Per alcuni sono un passatempo, un divertente intrattenimento o un modo appassionante di scommettere, mentre per altri è rimasta una cerimonia legata alla tradizione induista, tanto che vengono spesso organizzati all'interno dei complessi templari.

#### Iraq
Nonostante sia vietato, in Iraq il combattimento dei galli è largamente diffuso, e gli spettatori scommettono anche se ciò non è in linea con le direttive della religione islamica. Un gallo può costare fino a 8.000 dollari americani, i più costosi sono quelli della varietà Harati, di origine turca o indiana.

#### Pakistan

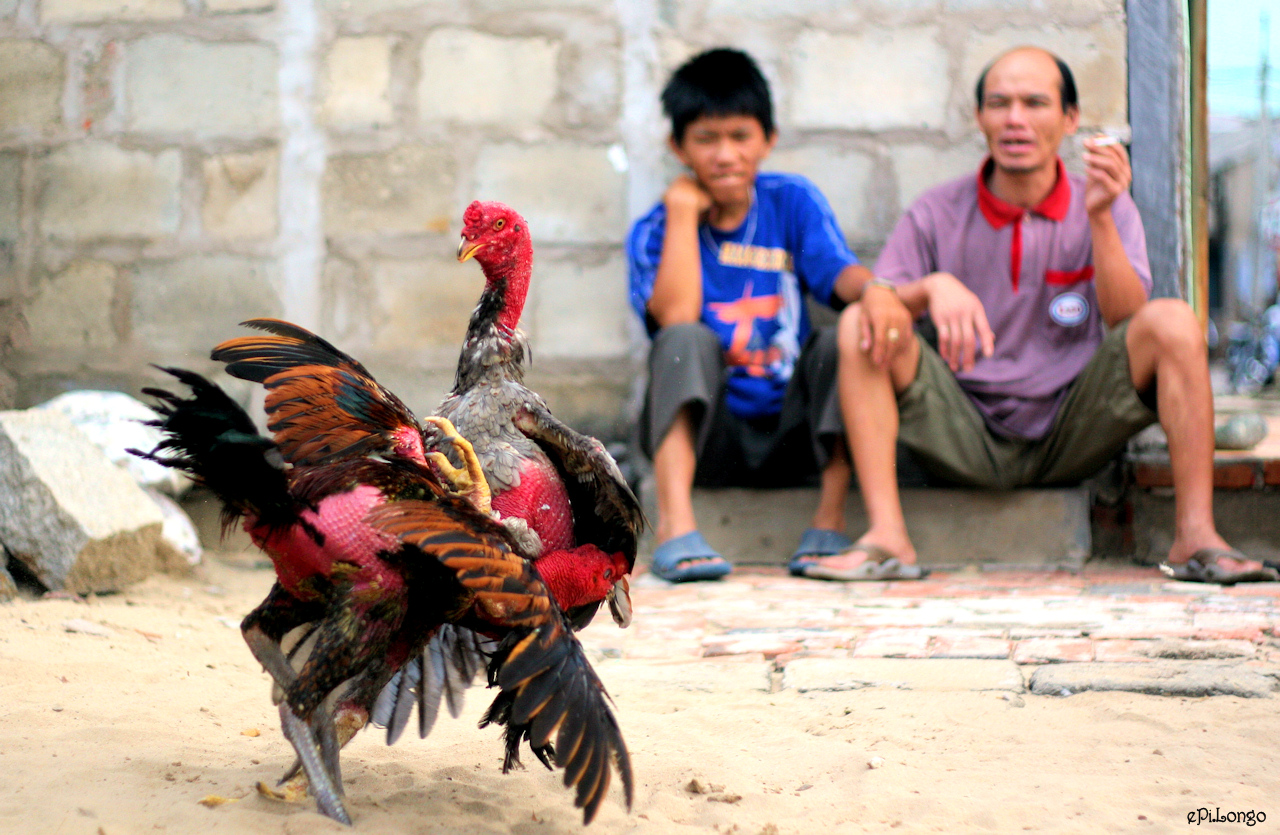
Combattimento in Vietnam

L'attività è molto diffusa anche in Pakistan, dove gli scommettitori sono molti malgrado il divieto di scommettere sia in vigore dal 1977. Le forze dell'ordine sono molto flessibili al riguardo e non applicano tale legge. I galli da combattimento pakistani sono apprezzati e i migliori sono i Sindhi Aseel, particolarmente alti e forti.

#### Filippine

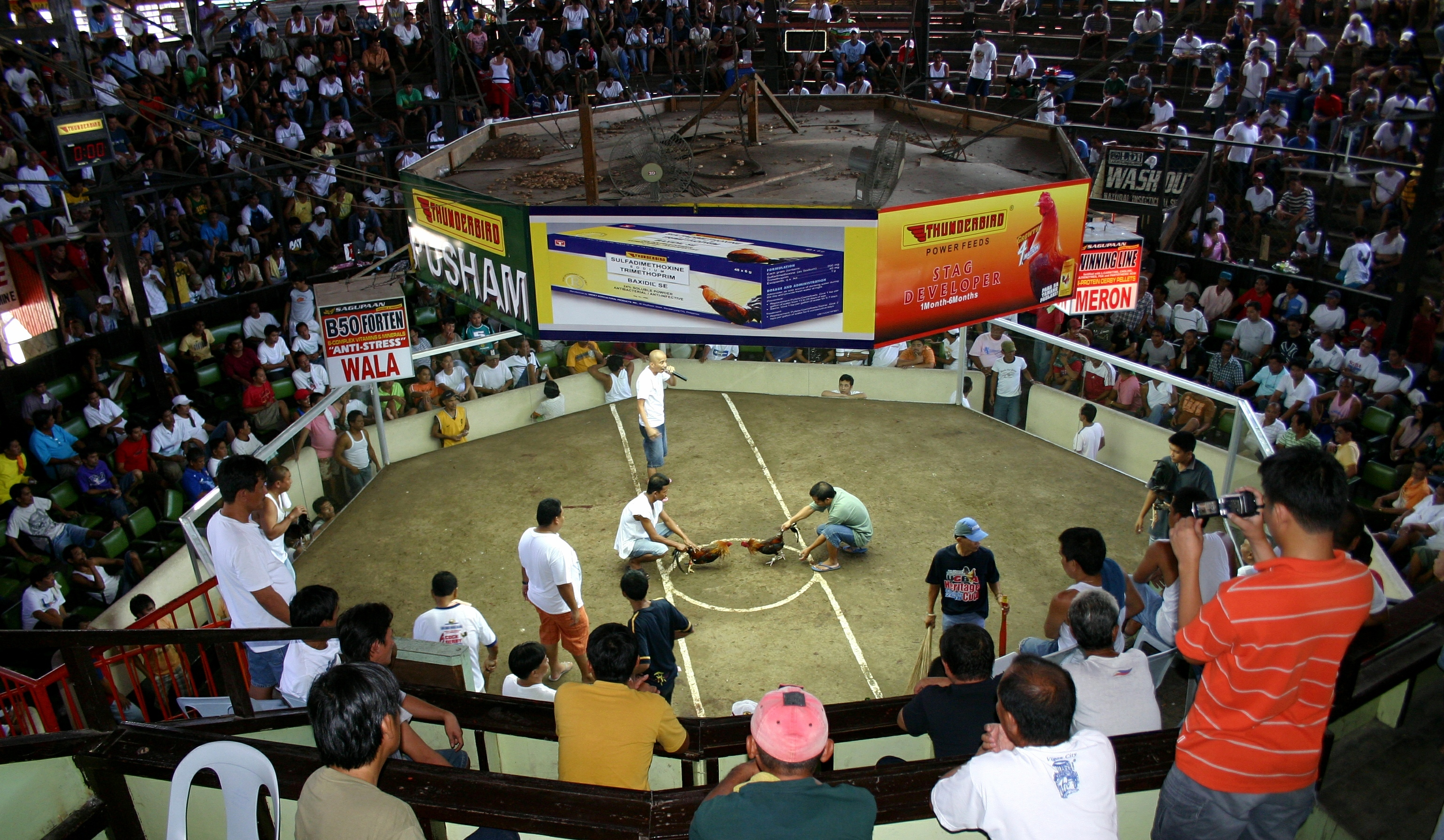
Combattimento a Davao, Filippine

I combattimenti di galli sono chiamati Sabong nelle Filippine, dove sono considerati legali solo quelli organizzati negli appositi spazi a cadenza settimanale. Quelli illegali si chiamano tupada o tigbakay, e si tengono in luoghi a cui le forze dell'ordine non riescono ad accedere. Alle zampe vengono fissati coltelli di misure variabili e con lama singola o doppia. Due volte l'anno si tengono grandi competizioni legali a cui partecipano allevatori e galli provenienti anche dall'estero. L'attività fu introdotta nel paese dai colonizzatori spagnoli.

### Oceania
Nelle Isole Marianne della Micronesia, il combattimento dei galli fa parte della tradizione culturale locale fin da quando fu introdotto dagli spagnoli. L'immigrazione di filippini nel XX secolo lo ha reso ancora più popolare. Gli incontri hanno luogo a cadenza settimanale in un gallodromo autorizzato di Guam, e durante le festività dei patroni dei vari villaggi. Vengono importati galli appositamente dagli Stati Uniti, il cui prezzo arriva a 1.000 dollari cadauno. Nell'isola di Saipan, a nord di Guam, combattimenti autorizzati si svolgono diverse volte ogni settimana nel villaggio di Gualo Rai.

## Aspetti legali
Divieto nazionale
     Divieto nazionale, salvo per alcune tradizioni locali
     Divieto in alcune regioni
     Legale
     Senza dati

Leggi sul combattimento di galli nel mondo.
Divieto nazionale
Divieto nazionale, salvo per alcune tradizioni locali
Divieto in alcune regioni
Legale
Senza dati

In molti luoghi i combattimenti sono stati vietati.

### Europa

#### Italia
In Italia i combattimenti tra animali sono vietati dalla Legge 20 luglio 2004, n. 189, secondo la quale chiunque organizza combattimenti tra animali è punito con la reclusione da un anno a tre anni e con la multa da 50000 € a 160000 €.

#### Spagna
I combattimenti di galli sono generalmente vietati in Spagna ad eccezione dell'Andalusia e delle Isole Canarie. Le sedi locali dei movimenti animalisti ed alcuni partiti politici delle isole stanno cercando di farli mettere al bando. Il governo locale li consente, ma sta cercando di farli terminare senza una legge apposita. Curiosamente, al contrario del resto del paese, la corrida è vietata nelle Canarie.

#### Regno Unito
I combattimenti di galli furono vietati in Inghilterra, nel Galles e nei territori britannici d'oltremare con una legge del 1835, mentre nel 1895 il divieto fu esteso alla Scozia. Secondo un'indagine dell'organizzazione animalista RSPCA, i combattimenti di galli si tengono ancora in Inghilterra e Galles, anche se negli ultimi anni sono in diminuzione.

#### Francia
Secondo la legge francese, i combattimenti di galli sono vietati in tutto il territorio nazionale ad eccezione di quei luoghi dove costituiscono, assieme alla corrida, un'ininterrotta tradizione. Sono quindi permessi nella regione del Nord-Passo di Calais, nella Francia metropolitana e in alcuni villaggi della zona di Lilla. Altri gallodromi si trovano nel dipartimento d'oltremare della Réunion.

### America Latina

#### Brasile
In Brasile i combattimenti di galli si chiamavano rinha de galos ("tormento del gallo") e furono proibiti con la nuova Costituzione del 1934 promossa dal presidente Getúlio Vargas. Una sentenza della Corte Costituzionale basata su uno degli articoli della Costituzione li proibì espressamente, con la motivazione che "anche gli animali hanno diritto alla protezione legale contro i maltrattamenti e le sofferenze".

#### Cuba
A Cuba erano diffusi ovunque ai tempi della colonizzazione spagnola, e nel 1837 il governatore spagnolo emanò un decreto che li vietava nei giorni feriali. Nel 1844 fu vietato alle persone di colore di assistere agli spettacoli, mentre nel 1899 i combattimenti furono soppressi. Nel 1909, il presidente cubano José Miguel Gómez li rese nuovamente legali.
Nel 1968 furono proibiti dal regime castrista, che intese stroncare le scommesse, ma nel 1980 il divieto fu sospeso. Da allora si tengono diversi tornei ogni anno da gennaio ad aprile, organizzati da aziende governative. Agli eventi partecipano anche clienti di altri Stati caraibici, a cui su richiesta vengono venduti i galli.

### Nord America

#### Stati Uniti

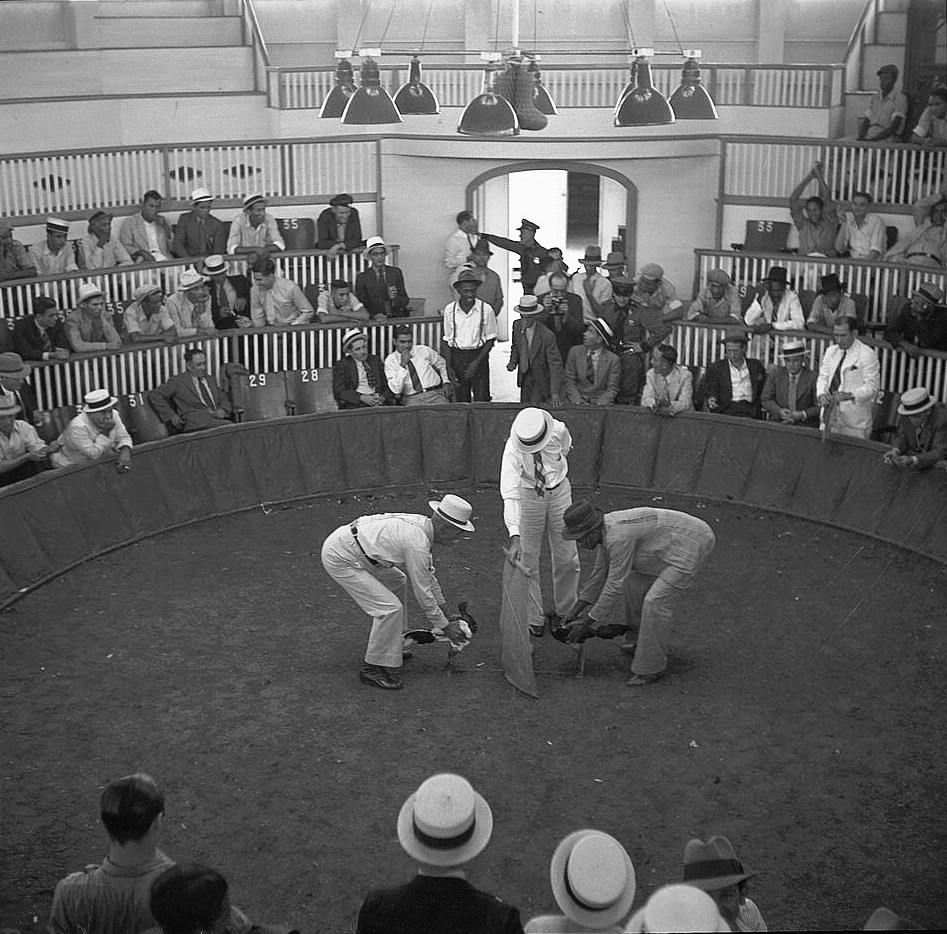
Club di combattimenti di galli a Porto Rico, 1937

Dal 2023, i combattimenti di galli sono illegali in tutti e 50 gli stati degli Stati Uniti, nel Distretto di Columbia e in tutte le regioni statunitensi. Lo stato più recente a introdurre una legge statale che vieta i combattimenti di galli è stato Louisiana; la Legislatura statale della Louisiana ha votato l'approvazione di un divieto nel giugno 2007, che è entrato in vigore nell'agosto 2008.
Al 2013:
- Il combattimento di galli è un reato grave in 40 stati e nel Distretto di Columbia.[36]
- Il possesso di uccelli per il combattimento è proibito in 39 stati e nel Distretto di Columbia.[36]
- Essere spettatore in un combattimento di galli è proibito in 43 stati e nel Distretto di Columbia.[36]
- Il possesso di strumenti per il combattimento di galli è proibito in 15 stati.[36]

Inoltre, il disegno di legge agricolo del 2014, firmato dal Presidente Obama, conteneva una disposizione che rendeva reato federale partecipare a un evento di combattimento di animali o portare un bambino di età inferiore ai 16 anni a un evento di combattimento di animali.
Il divieto dei combattimenti di galli è stato ulteriormente esteso dalla legge federale per includere i territori degli Stati Uniti: Samoa americane, Isole Marianne Settentrionali, Guam, Porto Rico e Isole Vergini americane, con effetto alla fine del 2019, come stabilito dalla legge del disegno di legge agricolo del 2018 firmato dal Presidente Trump. A Porto Rico, il combattimento di galli è popolare ed è stato considerato uno "sport nazionale" almeno dagli anni '50. Secondo un rapporto del National Park Service, genera circa 100 milioni di dollari all'anno. Sull'isola ci sono circa 200.000 uccelli da combattimento ogni anno. La Commissione dei Combattimenti di Galli di Porto Rico regolamenta 87 club, ma esistono molte operazioni di combattimento di galli "clandestine" non autorizzate dal governo. Il 18 dicembre 2019, stimando che il combattimento di galli dia lavoro a 27.000 persone e abbia un valore per l'economia di circa 18 milioni di dollari, Porto Rico ha approvato una legge nel tentativo di mantenere legale la pratica nonostante l'imminente divieto federale. Nel 2021, il governatore Pedro Pierluisi ha annunciato che il governo avrebbe sostenuto uno sforzo legale davanti alla Corte Suprema degli Stati Uniti per annullare il divieto. La Corte Suprema ha rifiutato di esaminare il caso, Ortiz-Diaz v. United States, nell'ottobre 2021, lasciando in vigore il divieto federale.
L'Animal Fighting Prohibition Enforcement Act, una legge federale che rendeva reato federale trasferire strumenti per il combattimento di galli attraverso i confini statali o nazionali e aumentava la pena per le violazioni delle leggi federali contro i combattimenti di animali a tre anni di prigione, divenne legge nel 2007. Fu approvata dalla Camera dei Rappresentanti con un voto di 368-39 e dal Senato tramite consenso unanime ed è stata firmata dal Presidente George W. Bush.
L'Animal Welfare Act è stato modificato nuovamente nel 2008 quando sono state incluse disposizioni nel 2008 Farm Bill (P.L. 110-246). Queste disposizioni hanno rafforzato i divieti sulle attività di combattimento di cani e altri animali e hanno aumentato le sanzioni per le violazioni dell'atto.
Importanti operazioni di polizia contro il combattimento di galli sono avvenute nel febbraio 2014 nello Stato di New York (quando sono stati sequestrati 3.000 uccelli e nove uomini sono stati accusati di animal-fighting di reato grave nell'operazione "Operation Angry Birds", il più grande blitz contro il combattimento di galli mai effettuato nello stato) e nel maggio 2017 in California (quando il Dipartimento dello Sceriffo della Contea di Los Angeles ha sequestrato 7.000 uccelli da combattimento in un ranch a Val Verde, California, uno dei più grandi blitz contro il combattimento di galli nella storia degli Stati Uniti). Nel 2014, la Principessa Irina di Romania si è dichiarata colpevole in tribunale federale di aver gestito un anello di combattimento di galli nell'Oregon.

## Riferimenti nella cultura di massa
- Cockfighter, film del 1974 diretto da Monte Hellman e basato sul romanzo Nato per uccidere di Charles Willeford.

- Radici, romanzo di Alex Haley, Chicken George, nipote di Kunta Kinte, addestra galli da combattimento